# Ulica Szkolna w Katowicach
Ulica Szkolna w Katowicach – ulica w katowickiej dzielnicy Śródmieście, o długości 172 m. Została wytyczona do lat osiemdziesiątych XIX wieku.

## Opis
Ulica swoją nazwę wzięła od szkół, które się przy niej znajdują. 3 września 1939 przy ul. Szkolnej mieli kwaterę polscy obrońcy Katowic. W tym dniu około 30 hitlerowców starło się z oddziałami polskimi, broniącymi kościoła ewangelickiego przy ul. Warszawskiej. Po krótkiej walce Polacy rozbili przeciwnika, nie ponosząc ofiar w ludziach (dwóch Polaków było rannych). W dwudziestoleciu międzywojennym pod numerem 9 funkcjonowała koedukacyjna Szkoła Powszechna nr 6 im. M. Reja, a pod numerem 5 – koedukacyjna specjalna Szkoła Powszechna nr 8. Pod numerem 7 zlokalizowana była świetlica Miejskiego Komitetu Lokalnego Funduszu Pracy.
W okresie Rzeszy Niemieckiej (do 1922) i w latach niemieckiej okupacji Polski (1939–1945) ulica nosiła nazwę Schulstraße, w latach międzywojennych 1922–1939 i ponownie od 1945 ulica Szkolna.
Zabudowa znajdująca się przy ul. Szkolnej cechuje się jedną z najwyższych intensywności zabudowy w mieście (średnio 2,50). Ulicą kursują autobusy ZTM.
Na fasadzie budynku przy ul. Szkolnej 9 w 2003 umieszczono tablicę upamiętniającą profesora Józefa Pietera, współzałożyciela Uniwersytetu Śląskiego.
W marcu 2011 w rejonie ulicy zakończono wycinanie drzew przy Rawie.

## Obiekty zabytkowe

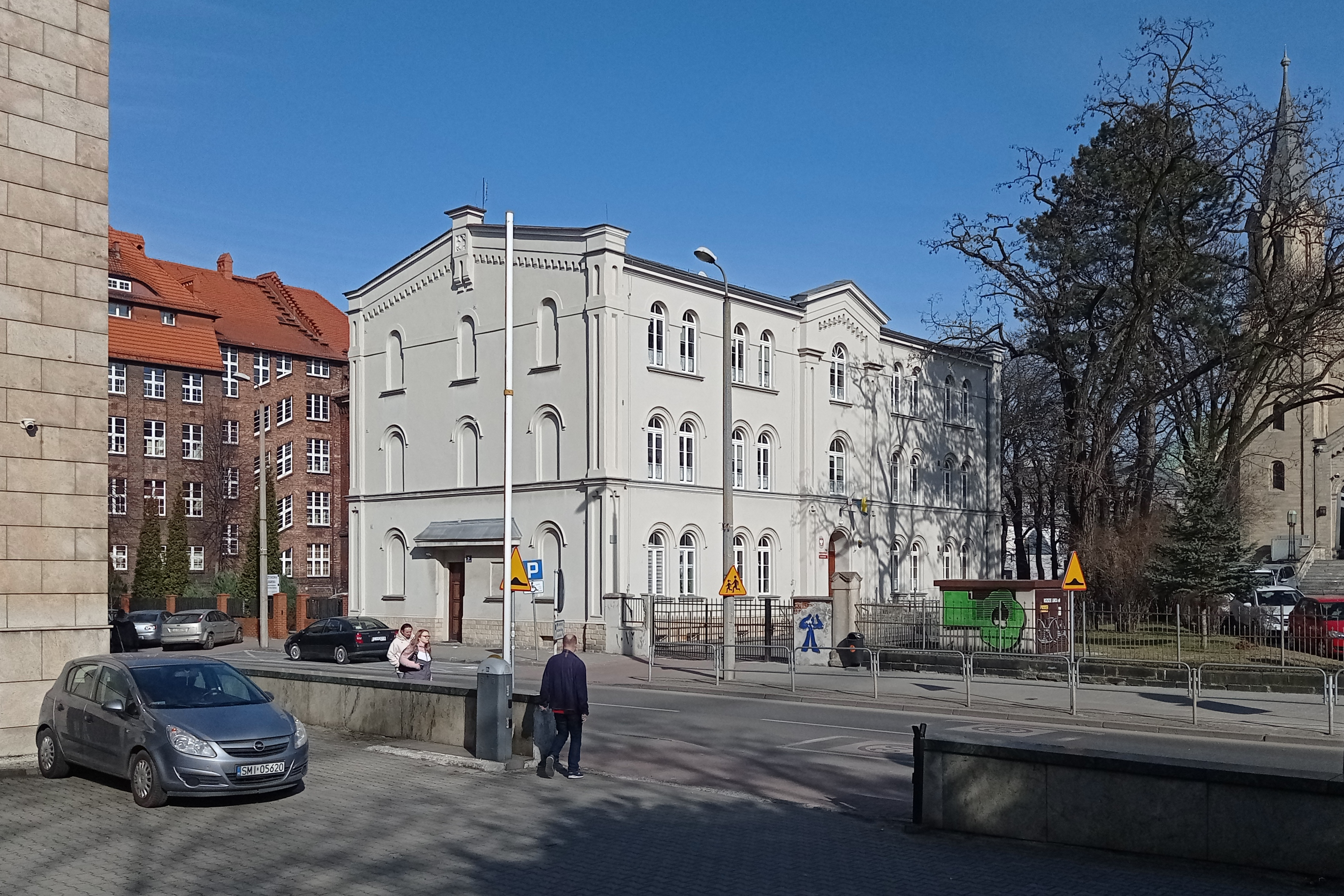
Budynek szkoły pod nr. 5 (2022)

Przy ul. Szkolnej znajdują się następujące obiekty, objęte ochroną konserwatorską:
- budynek Państwowego Banku Rolnego (ul. Warszawska 13, 14, ul. Szkolna 6[12]); został wpisany do rejestru zabytków 23 października 1989 (nr rej.: A/1389/89); bank istnieje na miejscu dawnej willi Grünfeldów, wzniesionej w 1900; w 1938 dokonano gruntownej przebudowy willi na potrzeby Państwowego Banku Rolnego według projektu architekta Mariana Lelewicza; willę przebudowano w stylu zbliżonym do modernizmu o formach funkcjonalizmu, choć z nieco bogatszymi elementami dekoracyjnymi[13];
- budynek szkoły (ul. Szkolna 5), wzniesiony w latach sześćdziesiątych XIX wieku w stylu okrągłych łuków[14]; w 2023 roku mieściła się w nim Szkoła Podstawowa Nr 7 Specjalna w Katowicach[15];
- gmach szkolny (ul. Szkolna 7/9), wzniesiony w latach siedemdziesiątych XX wieku, przebudowany po 1910; obiekt posiada cechy stylu historyzmu ceglanego, modernizmu i ekspresjonizmu[14];
- kamienica mieszkalna (ul. Szkolna 8), wybudowana w drugiej połowie XIX wieku w stylu późnego klasycyzmu/historyzmu[14];
- kamienica mieszkalna (ul. Szkolna 10), wzniesiona w latach trzydziestych XX wieku w stylu funkcjonalizmu[14].

## Instytucje
Przy ulicy Szkolnej swoją siedzibę mają: prywatne szkoły języków obcych, przedsiębiorstwa wielobranżowe, Zespół Szkół Specjalnych nr 8 (Specjalna Szkoła Podstawowa nr 7, Specjalne Gimnazjum nr 25), Stowarzyszenie Alliance Française, Studium Praktycznej Nauki Języków Obcych Uniwersytetu Śląskiego, Międzywydziałowe Indywidualne Studia Humanistyczne Uniwersytetu Śląskiego.